# Вперёд, время!
«Вперёд, время!» — советский мультфильм, снятый по мотивам стихотворений Владимира Маяковского на студии «Союзмультфильм» в 1977 году.
Данный мультфильм является фантазией на тему Маяковского, созданной режиссёром Владимиром Тарасовым с художником Николаем Кошкиным, соратником почти во всех его последующих работах.
В качестве литературного консультанта выступил Андрей Турков, в качестве музыкального консультанта — Борис Шнапер. В мультфильме песню «Вперёд, время!» композитора Андрея Горина исполнил работавший для студии вокально-инструментальный ансамбль «Оловянные солдатики». В фильме использованы фрагменты из пятой симфонии Густава Малера. Стихи В. Маяковского читает Александр Кайдановский.

## Сюжет
Через стихи великого поэта раскрывается образ России, истерзанной голодом и войнами, еле прикрываемой показным благополучием богатой верхушки, прошедшей путь через ужасы революции и Гражданской войны до космических высот. Мультфильм кончается присутствием фантастического сюжета, поданного в качестве аллегории: патрульный звездолёт «Владимир Маяковский» находит в космосе последнее убежище вируса собственничества и приобретательства и обезвреживает его.

## Съёмочная группа
| режиссёр                  | Владимир Тарасов |
| сценарист                 | Борис Ларин |
| художник-постановщик      | Николай Кошкин |
| композитор                | Андрей Горин |
| художники-мультипликаторы | Александр Давыдов, Александр Мазаев, Алексей Букин, Юрий Кузюрин, Татьяна Фадеева                                                    |
| оператор                  | Кабул Расулов |
| звукооператор             | Владимир Кутузов |
| ассистенты                | Татьяна Митителло, Ольга Боголюбова, Дмитрий Куликов, Светлана Гвиниашвили, В. Гилярова, А. Дубенский, И. Исаева, Людмила Крутовская |
| монтажёр                  | Маргарита Михеева |
| редактор                  | Аркадий Снесарёв |
| директор                  | Фёдор Иванов |

## Фестивали и награды
- 1978 — Приз ФИПРЕССИ на МКФ в Лейпциге[4].